# Oxymycterus angularis
Oxymycterus angularis és una espècie de mamífer rosegador de la família dels cricètids. És endèmic de l'extrem oriental del Brasil. Els seus hàbitats naturals són els matollars secs tropicals i les zones obertes. És una espècie en risc mínim, és a dir, no sembla que hi hagi cap amenaça significativa per a la seva supervivència. El seu nom específic, angularis, significa ‘angular’ en llatí.